# 鄭京和
鄭京和（韓語：정경화，1948年3月26日—），韓國小提琴家。

## 生平
鄭京和是父母的七个孩子之一，她父親是出口商人，母親則是鋼琴家、吉他手。她在4歲開始學習鋼琴，在7歲時開始學習小提琴。她後來成為公認的神童 ，9歲時已經與首爾交響樂團演奏門德爾松小提琴協奏曲。隨著時間的推移，她逐漸贏得許多韓國音樂比賽。郑京和与她的兄弟姊妹一起，在全国巡回演出，作为独奏者或合奏的一部分演奏音乐。随着孩子们在韩国成名，鄭京和的母親認為，韓國無法促進子女音樂生涯進一步發展，決定移居美國。
鄭京和在13歲來到美國，她與姊姊都就讀紐約茱莉亞音樂學院，師從伊凡·加拉米安。
1967年，鄭京和與平夏斯·祖克曼同獲利文特里特比賽（Edgar Leventritt Competition）冠軍，这是此比赛历史上第一次出现并列第一。鄭京和也因這次表現，得以與许多北美交响乐团合作，例如芝加哥交響樂團和紐約爱乐樂團。当内森·米尔斯坦身体不适时，郑京和代替他参加白宫晚会。
她的下一次重大机遇是1970年替补伊扎克·帕尔曼与伦敦交响乐团合作演出。这次演出的成功促成了在英国的其他多场演出，还与Decca/London签订了唱片合同。她的首张专辑与安德烈·普列文和伦敦交响乐团合作，内容为柴可夫斯基和西贝柳斯的小提琴协奏曲，引起了国际关注，包括BBC Radio 3的《建立图书馆》节目中对西贝柳斯协奏曲的各个录音进行比较后对郑京和的最高推荐。在欧洲，郑京和继续跟随西格提·约瑟夫学习音乐。
1997年，鄭京和在倫敦及首爾演出，慶祝其國際首演30週年。2008年，疾病導致鄭京和暫時停止演出。2014年12月，她在倫敦皇家節日音樂廳演出。
2007年，鄭京和成為茱莉亞音樂學院教師。2011年，她獲得湖岩獎，表彰她作为小提琴家和教育家长达40年傑出職業生涯。

## 个人生活
鄭京和育有兩個兒子：弗雷德里克（Frederick）和尤金（Eugene），前夫為英國商人杰弗里·萊格特（Geoffrey Leggett），他們於1984年結婚，並以離婚告終。
鄭京和的弟弟鄭明勳是馳名國際的指揮家，而姊姊鄭明和是大提琴家。姊弟三人组成郑氏三重奏（Chung Trio）合作演出鋼琴三重奏，有「鄭門三傑」之稱。

## 外部連結
- 鄭京和的Discogs页面（英文）
- Opus 3 Artists上的郑京和 （页面存档备份，存于）
- 鄭京和在Allmusic上的頁面
- 郑京和在茱莉亚学院上的页面 （页面存档备份，存于）
- Kyung-Wha Chung, "I have always welcomed children to my concerts".  The Guardian, Music Blog, 9 December 2014 （页面存档备份，存于）